# Покровка (Харьковская область)
Покровка (укр. Покровка) — село,
Покровский сельский совет,
Коломакский район,
Харьковская область, Украина.
Код КОАТУУ — 6323280301. Население по переписи 2001 года составляет 350 (160/190 м/ж) человек.
Является административным центром Покровского сельского совета, в который, кроме того, входят сёла
Гладковка,
Панасовка и
Трудолюбовка.

## Географическое положение
Село Покровка находится на расстоянии в 1 км от села Панасовка.

## История
- 1675 — основано как село Варваровка.
- 1920 — переименовано в село Покровка.

## Экономика
- Птице-товарная ферма.

## Объекты социальной сферы
- Школа.

## Достопримечательности
- Братская могила советских воинов.